# Йепес, Нарсисо
Нарсисо Йепес (иногда упоминается как Епес, исп. Narciso Yepes; 14 ноября 1927, Лорка, Мурсия — 3 мая 1997, Мурсия) — испанский классический гитарист.

## Биография
Родился 14 ноября 1927 года в небогатой крестьянской семье в пригороде Лорки (провинция Мурсия) на юге Испании. Первую гитару четырехлетнему Нарсисо купил отец, очень хотевший приобщить сына к музыке. Вскоре он нашёл в Лорке для сына преподавателя — Хесуса Геварра, от которого мальчик и получил первые уроки сольфеджио и игры на гитаре. Через девять лет, в 1936 году, когда в Испании началась гражданская война, семья переехала в Валенсию. В 1940 году Нарсисо поступил в Консерваторию и учился у пианиста Висенте Асенсио, технику игры на гитаре осваивал самостоятельно. В эти годы Нарсисо Йепес много играл в любительских концертах, где, аккомпанируя певцам фламенко, он совершенствовал свою исполнительскую технику и развивал чувство ритма. Дебют музыканта состоялся в 1943 году в Театре Серрано (Teatro Serrano) в Валенсии. Затем семья вернулась в Лорку, но по совету знаменитого дирижёра Атаульфо Архента, с которым он тогда выступал, Нарсисо Йепес вскоре вернулся в Мадрид, где познакомился с Рехино Сайнсом де ла Маса и Хоакином Родриго. Знаменитый «Аранхуэсский концерт», который Родриго посвятил Сайнсу, и стал тем самым произведением, с которого началась профессиональная сольная карьера Нарсисо Йепеса: в 1947 году он исполнил его в Мадриде вместе с камерным оркестром под управлением Атаульфо Архенты. Это выступление получило самую высокую оценку публики и музыкальной критики. В 1948 году с огромным успехом прошёл концерт гитариста в Женеве. В 50-е годы его репутация как превосходного гитариста была столь велика, что по своей популярности он уступал лишь Сеговии.
Несмотря на профессиональное признание и известность, которое принесли ему уже дебютные выступления, Нарсисо Йепес продолжал музыкальное образование: он едет в Париж, где в 1950 году учится у Джордже Энеску, а также знакомится с несколькими знаменитыми музыкантами (Вальтером Гизекинг, Надей Буланже и др.), оказавшими значительное влияние на формирование его личности как музыканта. Здесь же в Париже Йепес познакомился со студенткой философского факультета Марысей Шумляковской, которая в 1958 году стала его женой.
Широкой публике имя Нарсисо Йепеса стало особенно известно благодаря фильму «Запрещённые игры» (1952 г.) и прозвучавшему в нём знаменитому «Романсу».
Лишь в 1993 году из-за ухудшения здоровья музыкант вынужден был ограничить количество своих публичных выступлений. Последний концерт Нарсисо Йепеса состоялся в 1996 году в испанском городе Сантандере. Умер он 3 мая 1997 года в Мурсии.
Помимо музыки для кино (кроме «Запрещенных игр», он написал также музыку к фильму «Девушка с золотыми глазами»), Нарсисо Йепес является автором ряда сочинений для гитары и оркестра, а также многих транскрипций произведений композиторов XVII и XVIII вв. (Нарсисо Йепес осуществил колоссальную работу по восстановлению и публикации нот неиздававшейся ранее старинной музыки ренессанса и барокко).

В 1964 году Йепес исполнил Аранхуэсский концерт с Берлинским симфоническим оркестром, на котором впервые представил публике десятиструнную гитару, которую он создал совместно со знаменитым гитарным мастером Хосе Рамиресом III. 

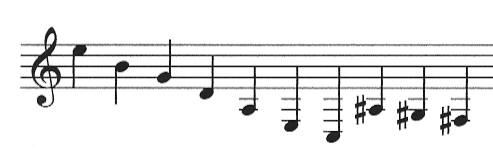
Yepes' 10-string guitar tuning

 Основной причиной создания этого инструмента было добавление четырёх струн, настроенных в до, ля#, соль#, фа#. Такой относительно узкий  строй для 10 струн давал дополнительные обертона при игре на инструменте.
Нарсисо Йепес вел необычайно активную концертную деятельность, гастролируя почти по всему миру. В период с 1960 по 1970 гг. он выступал в Восточной и Западной Европе, Северной и Южной Америке и странах Восточной Азии. В 1980 году он совершил турне, в ходе которого выступал в Советском Союзе, а затем дал 40 концертов в Японии.
В 1980-е годы Йепес создал «Трио Йепес», в состав которого вошёл его сын Игнасио Йепес на флейте и его дочь Анна — в качестве танцора и хореографа.
Заслуги Нарсисо Йепеса как исполнителя, композитора и педагога отмечены многочисленными национальными и международными наградами и почетными званиями. При жизни музыканта ему посвящали сочинения для гитары и гитары с оркестром многие крупные композиторы. Именем Нарсисо Йепеса на его родине названы улица, школа, консерватория, концертный зал.

## Цитаты
- Анхело Хильярдино об отношениях между Архентой и Йепесом:

«A very young Narciso Yepes — not yet enlightened by Argenta’s lessons, but surely capable of occupying the hot seat with dignity — gave at least one public performance of „Aranjuez“ on 1948»
«[…] great Spanish conductor Ataulfo Argenta (1913—1958).[…] He associated Yepes to his project and he taught the guitarist how to perform Aranjuez note by note. Yepes was humble and intelligent enough to do exactly what Argenta had asked him to do. It was only after that historical recording that Aranjuez became a famous piece, and Yepes an even more famous guitarist.»
«Argenta played the shapes at the piano and the guitarist absorbed them with his skilfullness.»
«I refer to the interpretation of the piece: in order to have the solo part performed with full consistency to his views (and to the orchestra) Argenta took Yepes under a thorough instruction and he was able to get from him the best. I never implied that Yepes couldn’t read pieces himself — he had been given basic music instruction by the composer Vicente Asencio, who had added a lot of knowledge to the rather amateurish musical instruction Yepes had got from his former teacher, the guitarist Estanislao Marco.»

## Избранные записи
Записи (недоступная ссылка) на Deutsche Grammophon

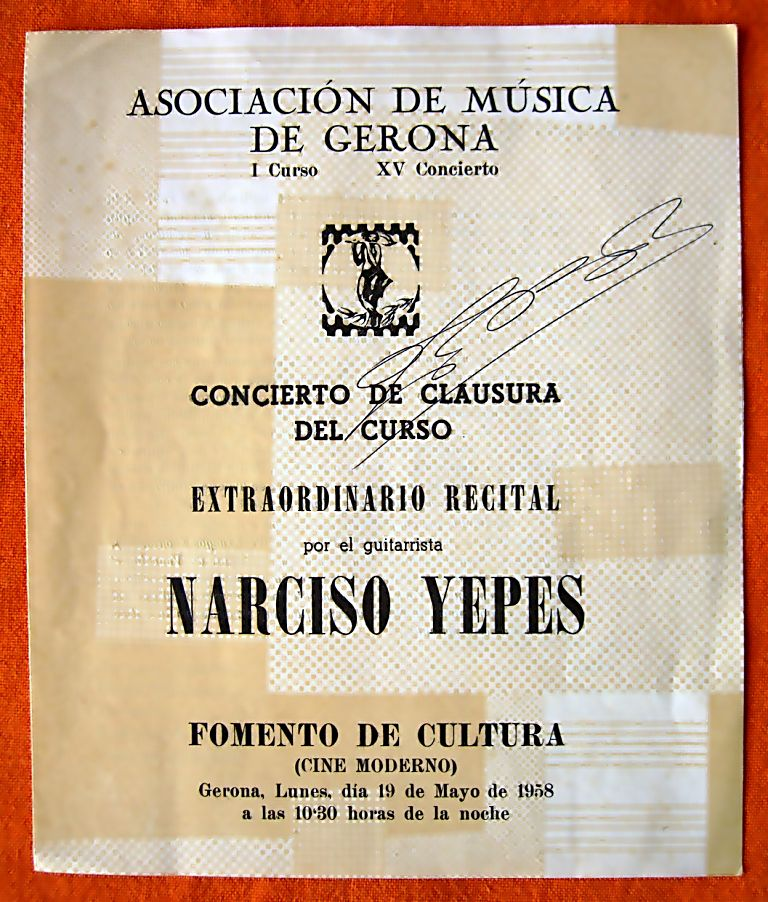
Подпись программы одного из концертов Нарсисо Йепесом в 1958 году

- «La Fille aux Yeux d’Or» (original film soundtrack) (Fontana, 460.805)
- «Narciso Yepes: Bacarisse/Torroba» (Concertos) (London, CCL 6001)
- «Jeux Interdits» (Original film soundtrack) (London, Kl 320)
- «Narciso Yepes: Recital» (London, CCL 6002)
- «Falla/Rodrigo» (Concierto de Aranjuez) (London, CS 6046)
- «Spanish Classical Guitar Music» (London, KL 303)
- «Vivaldi/Bach/Palau» (Conciertos & Chaconne)(London, CS 6201)
- «Guitar Recital: Vol. 2» (London, KL 304)
- «Rodrigo/Ohana» (Concertos) (London, CS 6356)
- «Guitar Recital: Vol. 3» (London, KL 305)
- «The World of the Spanish Guitar Vol. 2» (London, STS 15306)
- «Simplemente» (re-release of early recordings) (MusicBrokers, MBB 5191)
- «Guitar Music Of Spain» (LP Contour cc7584)
- «Recital Amerique Latine & Espagne» (Forlane, UCD 10907)
- «Les Grands d’Espagne, Vol. 4» (Forlane, UM 3903)
- «Les Grands d’Espagne, Vol. 5» (Forlane, UM 3907)
- «Fernando Sor — 24 Etudes» (Deutsche Grammophon, 139 364)
- «Spanische Gitarrenmusik aus funf Jahrhunderten, Vol. 1» (Deutsche Grammophon, 139 365)
- «Spanische Gitarrenmusik aus funf Jahrhunderten, Vol. 2» (Deutsche Grammophon, 139 366)
- «Joaquin Rodrigo: Concierto de Aranjuez, Fantasia para un Gentilhombre» (Deutsche Grammophon, 139 440)
- «Rendezvous mit Narciso Yepes» (Deutsche Grammophon, 2538 106)
- «Luigi Boccerini: Gitarren-Quintette» (Deutsche Grammophon, 2530 069 & 429 512-2)
- «J.S. Bach — S.L. Weiss» (Deutsche Grammophon, 2530 096)
- «Heitor Villa-Lobos» (Deutsche Grammophon, 2530 140 & 423 700-2)
- «Musica Espanola» (Deutsche Grammophon, 2530 159)
- «Antonio Vivaldi» (Concertos) (Deutsche Grammophon, 2530 211 & 429 528-2)
- «Musica Catalana» (Deutsche Grammophon, 2530 273)
- «Guitarra Romantica» (Deutsche Grammophon, 2530 871)
- «Johann Sebastian Bach: Werke fur Laute» (Works for Lute — Complete Recording on Period Instruments) (Deutsche Grammophon, 2708 030)
- «Francisco Tarrega» (Deutsche Grammophon, 410 655-2)
- «Joaquin Rodrigo» (Guitar Solos) (Deutsche Grammophon, 419 620-2)
- «Romance d’Amour» (Deutsche Grammophon, 423 699-2)
- «Canciones espanolas I» (Deutsche Grammophon, 435 849-2)
- «Canciones espanolas II» (Deutsche Grammophon, 435 850-2)
- «Rodrigo/Bacarisse» (Concertos) (Deutsche Grammophon, 439 5262)
- «Johann Sebastian Bach: Werke fur Laute» (Works for Lute — Recording on Ten-String Guitar) (Deutsche Grammophon, 445 714-2 & 445 715-2)
- «Rodrigo/Halffter/Castelnuovo-Tedesco» (Concertos) (Deutsche Grammophon, 449 098-2)
- «Domenico Scarlatti: Sonatas» (Deutsche Grammophon, 457 325-2 & 413 783-2)
- «Guitar Recital» (Deutsche Grammophon, 459 565-2)
- «Asturias: Art of the Guitar» (Deutsche Grammophon, 459 613-2)
- «Narciso Yepes» (Collectors Edition box set) (Deutsche Grammophon, 474 667-2 to 474 671-2)
- «20th Century Guitar Works» (Deutsche Grammophon)
- «Guitar Music of Five Centuries» (Deutsche Grammophon)
- «G.P. Telemann» (Duos with Godelieve Monden) (Deutsche Grammophon)
- «Guitar Duos» (with Godelieve Monden) (BMG)
- «Leonardo Balada: Symphonies» ('Persistencies') (Albany, TROY474)

## Избранные произведения, написанные для или посвященные Нарсисо Йепесу
- Concepcion Lebrero: Remembranza de Juan de la Cruz
- Estanislao Marco: Guajira
- Tomas Marco: Concierto «Eco»
- Хоакин Родриго: En los trigales (1939)
- Manuel Palau: Concierto levantino
- Manuel Palau: Ayer
- Manuel Palau: Sonata
- Salvador Bacarisse: Concertino in A-minor
- Salvador Bacarisse: Suite
- Salvador Bacarisse: Ballade
- Maurice Ohana: Tiento (1955)
- Maurice Ohana: Concerto «Trois Graphiques» (1950-7)
- Maurice Ohana: Si le jou parait… (1963)
- Cristobal Halffter: Codex 1 (1963)
- Лео Брауэр: Tarantos
- alcides lanza: modulos I (1965)
- Leonardo Balada: Guitar Concerto No. 1 (1965)
- Antonio Ruiz-Pipo: Cinqo Movimientos (1965)
- Antonio Ruiz-Pipo: Canciones y Danzas (1961)
- Leonardo Balada: Analogias (1967)
- Antonio Ruiz-Pipo: «Tablas» Concerto (1968-69/72)
- Vicente Asencio: Collectici intim (1970)
- Vicente Asencio: Suite de Homenajes
- Bruno Maderna: Y despues (1971)
- Leonardo Balada: «Persistencias» Sinfonia-concertante (1972)
- Jorge Labrouve: Enigma op. 9 (1974)
- Jorge Labrouve: Juex op. 12 (Concertino) (1975)
- Luigi Donora: Rito (1975)
- Francisco Casanovas: La gata i el belitre
- Miguel Angel Cherubito: Suite popolar Argentina
- Jose Peris: Elegia
- Xavier Montsalvatge: Metamorfosis de Concierto (1980)
- Xavier Montsalvatge: Fantasia para guitarra y arpa (1983)
- Federico Mompou: Canco i dansa no. 13

### Фотографии
- 1
- 2
- 3

### Статьи
- Narciso Yepes en el recuerdo by Antonio Diaz Bautista (laverdad.es)  (исп.)
- Narciso Yepes y su legado olvidado (laverdad.es)  (исп.)

### Записи
- Recordings (недоступная ссылка) на Deutsche Grammophon
- Несколько обложек LP (Oviatt Library Digital Collections) (англ.)
- Joaquin Rodrigo — Concierto de Aranjuez by Narciso Yepes (англ.)